# Direkte Demokratie in der Weimarer Republik
Elemente der direkten Demokratie wurden in Deutschland erstmals in der Weimarer Republik eingeführt. Die Verfassung räumte der Bevölkerung das Recht der Volksgesetzgebung ein. Mit den Unterschriften von mindestens zehn Prozent der Wahlberechtigten konnte dem Reichstag ein Volksbegehren vorgelegt werden. Stimmte das Parlament dem Gesetzentwurf nicht zu, kam es zum Volksentscheid, dessen Erfolg davon abhing, dass 50 Prozent des Wahlvolkes daran teilnahmen und überdies die Mehrheit der Teilnehmer mit „Ja“ stimmte. Auch der Reichstag und der Reichspräsident konnten einen Volksentscheid initiieren, dazu kam es aber in keinem Fall. Über den Haushaltsplan, über Abgabengesetze und Besoldungsordnungen konnte nur der Reichspräsident einen Volksentscheid veranlassen. Vergleichbare Regelungen fanden auch in den meisten Ländern Eingang in die jeweilige Landesverfassung.
Auf Reichsebene fanden lediglich drei Volksbegehren statt. Nur zwei davon schafften es bis zum Volksentscheid, beide konnten das Beteiligungsquorum von mindestens 50 Prozent jedoch nicht überwinden. 1926 scheiterte die von KPD und SPD unterstützte Fürstenenteignung am Beteiligungsquorum, obwohl die Debatte zu einer der umfassendsten politischen Auseinandersetzungen der Weimarer Republik eskalierte. Das Volksbegehren „Gegen den Panzerkreuzerbau“, unterstützt von der KPD, scheiterte 1928 mit 1,2 Mio. Unterschriften bereits am Unterschriftenquorum. Der Volksentscheid gegen den Young-Plan, der von NSDAP und DNVP unterstützt worden war, scheiterte 1929 mit nur 14,9 Prozent Stimmbeteiligung ebenfalls deutlich. Angesichts der hohen Beteiligungsquoren bestand die Taktik der jeweiligen Gegner der Volksentscheide nicht darin, um eine Stimmenmehrheit zu kämpfen, sondern in einem Boykott der Abstimmung.
Mit dem ersten Volksentscheid in der deutschen Geschichte wurde am 13. April 1919 die badische Landesverfassung angenommen. Diese blieb die einzige durch eine Volksabstimmung beschlossene Verfassung der Weimarer Republik. Bis 1933 wurden in den Ländern insgesamt zwölf direktdemokratische Abstimmungen abgehalten, die zum Großteil auf die vorzeitige Auflösung des Parlamentes gerichtet waren. Nur einmal, bei der Volksabstimmung zur Auflösung des Oldenburger Landtags 1932 war ein solcher Volksentscheid erfolgreich. Die anderen Versuche, darunter der Anfang 1931 von antidemokratischen rechten Parteien und Organisationen (Stahlhelm, DNVP, NSDAP u. a.) sowie der KPD herbeigeführte Volksentscheid zur Auflösung des preußischen Landtages, scheiterten am nötigen Quorum.

## Volksabstimmungen über territoriale Veränderungen nach dem Ersten Weltkrieg

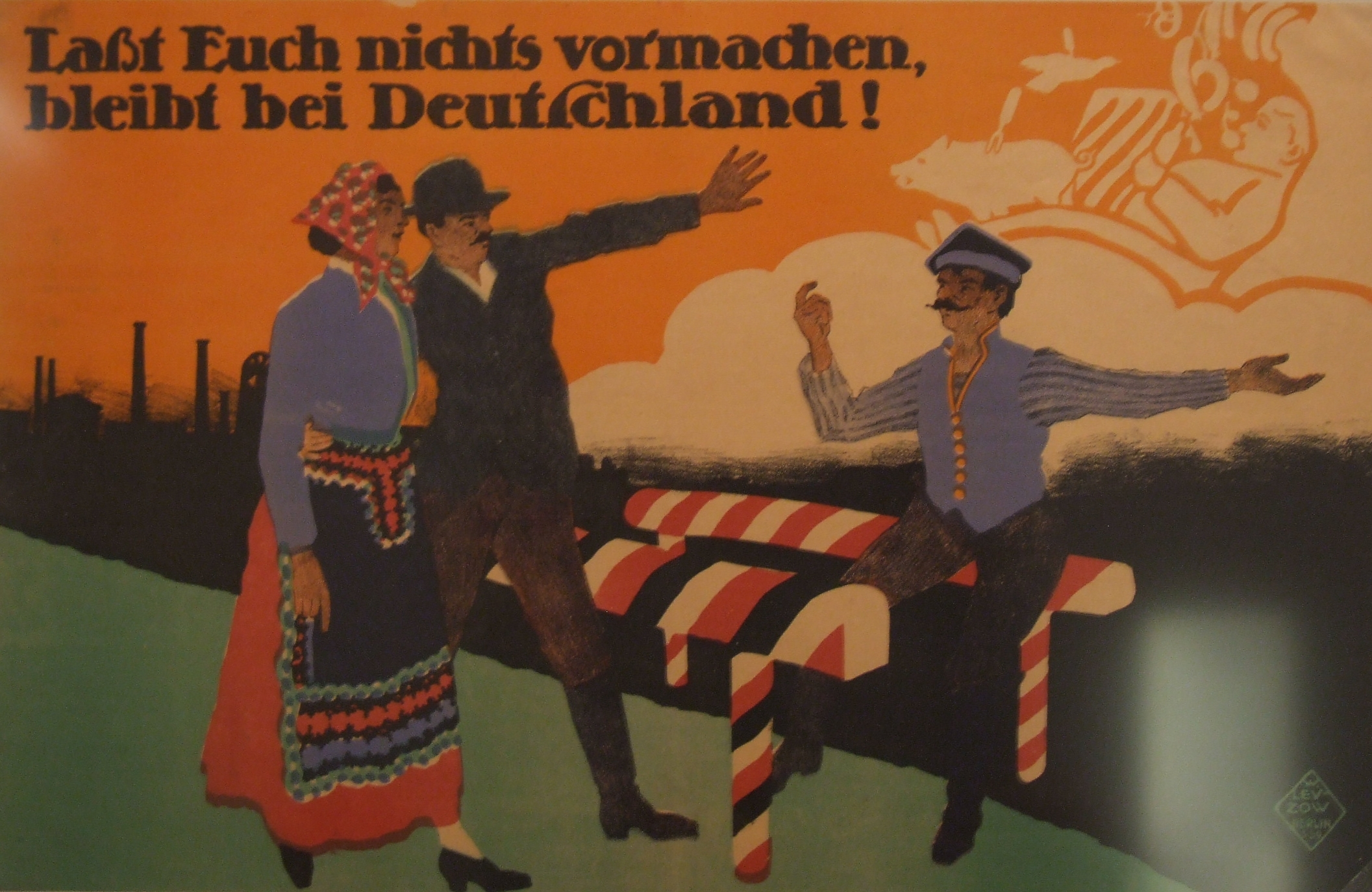
Deutsches Propagandaplakat vor der Volksabstimmung in Oberschlesien 1921

Die ersten Volksabstimmungen in Deutschland fanden auf der Grundlage der Artikel 88, 94 und 104 des Friedensvertrag von Versailles nach dem Ersten Weltkrieg in einigen Gebieten über die Frage statt, ob sie an die Nachbarländer Dänemark, Polen, Frankreich und Belgien fallen oder beim Deutschen Reich verbleiben sollten. Die Volksabstimmung in Schleswig im Februar 1920 ergab, dass Nordschleswig künftig zu Dänemark gehören sollte, Mittelschleswig dagegen blieb nach der Abstimmung im März 1921 weiterhin bei Deutschland. Im Abstimmungsgebiet Marienwerder und im Abstimmungsgebiet Allenstein stimmte im Juli 1920 jeweils eine überwältigende Mehrheit für den Verbleib beim Deutschen Reich. Bei der Volksabstimmung in Oberschlesien im März 1921 verblieb der größere, westliche Teil Oberschlesiens bei Deutschland, während Ostoberschlesien mit Kattowitz und seinen wertvollen Kohlegruben polnisch wurde.
Im zunächst französisch besetzten, dann als Völkerbundsmandat unter französischer Verwaltung stehenden Saargebiet fand die Volksabstimmung den Regelungen des Vertrags entsprechend erst am 13. Januar 1935 statt. Sie erbrachte eine Mehrheit von 90,8 Prozent für Deutschland, so dass das Saargebiet dem Deutschen Reich angegliedert wurde. Die Nationalsozialisten, die seit 1933 im Deutschen Reich an der Macht waren, schlachteten die „Heimkehr der Saar“ propagandistisch als ihren Erfolg aus.

## Einführung direktdemokratischer Elemente
Seit dem Eisenacher Programm von 1869 und dem Gothaer Programm von 1875 vertrat die SPD die Forderungen nach einer Volksgesetzgebung auf Reichsebene. Im frühen 20. Jahrhundert begannen auch Vertreter des Linksliberalismus, direktdemokratische Verfahren in Erwägung zu ziehen. Eine gewisse Verbreitung fanden direktdemokratische Verfahren auf kommunaler Ebene vor allem in den süddeutschen Ländern.
Eine andere Traditionslinie ging auf Karl Marx und Friedrich Engels zurück. Diese hatten eine Volksgesetzgebung mit Hinweis auf die Sozialstruktur und eine politische Unreife weiter Teile der deutschen Bevölkerung abgelehnt, die konservative und reaktionäre Kräfte begünstigt hätten. Sie propagierten eine Rätedemokratie, die eine besondere Form demokratischer Direktheit darstellt. Ihr Hauptanliegen war die (Wieder-)Verschränkung von Wirtschaft und Politik im Sinne einer sozialistischen Produktionsgemeinschaft, die demokratietheoretischen Aspekte traten dahinter zurück. Umgesetzt wurde das Konzept kurzzeitig in den Räterepubliken nach dem Ersten Weltkrieg und der Novemberrevolution. Basisdemokratische und direktdemokratische Instrumente im Rätemodell waren Volksversammlungen, das imperative Mandat, die Anbindung gewählter Repräsentanten an den Volkswillen durch permanente Abwahlmöglichkeit und das Rotationsprinzip, Volksbegehren und Volksentscheid. Besonders die Münchner Räterepublik erlangte Bedeutung, die aber am 2./3. Mai 1919 nach nicht einmal einem Monat niedergeschlagen wurde.
Bei der Einführung von direktdemokratischen Elementen in Deutschland waren sich alle beteiligten Kräfte bewusst, dass es sich um neuartige Verfassungselemente handelte, für die es in der deutschen Verfassungsgeschichte keine Vorbilder gab. Die Befürworter konnten sich deshalb nur auf praktische Erfahrungen im Ausland (besonders in der Schweiz und in einigen Bundesstaaten der USA) sowie auf demokratietheoretische Überlegungen berufen. Das auf der Volkssouveränität beruhende demokratische Prinzip war in den Parteiprogrammen unterschiedlich stark verankert. In den Beratungen der Weimarer Nationalversammlung plädierten vor allem Vertreter von SPD, DDP, USPD für die Einführung einer Volksgesetzgebung. Besonders die Liberalen befürworteten aber eine eher restriktive Ausgestaltung durch höhere Quoren und Themenausschlüsse. Die nationalliberale DVP lehnte die Volksgesetzgebung dagegen ab. Die nationalkonservative DNVP lehnte Demokratie als Verfassungsprinzip grundsätzlich ab, hatte aber dennoch keine einheitlich Haltung zu direktdemokratischen Verfahren. Die Reichsverfassung wurde am 31. Juli 1919 gegen die Stimmen der Opposition aus dem rechten und dem linken Lager angenommen.

## Gesetzliche Grundlagen

Ablauf der Volksgesetzgebung

Die Artikel 73 bis 76 der Weimarer Verfassung bestimmten die grundsätzlichen direktdemokratischen Verfahren. Die genauen Regelungen waren im Gesetz über den Volksentscheid vom 27. Juni 1921 sowie in der Reichsstimmordnung vom 14. März 1924 geregelt.
Die Verfassung räumte der Bevölkerung das Recht ein, dem Parlament mit den Unterschriften von mindestens zehn Prozent der Wahlberechtigten durch ein Volksbegehren einen Gesetzesvorschlag vorzulegen. Die Unterschriftensammlung erfolgte innerhalb einer festgelegten Frist. Die Listen wurden in Behördenräumen öffentlich ausgelegt. Die Kosten des Druckes der Unterschriftenlisten und ihrer Versendung an die auslegungspflichtigen Behörden hatten die Antragsteller zu tragen.
Stimmte das Parlament einem erfolgreichen Volksbegehren nicht zu, kam es zum Volksentscheid, dessen Erfolg davon abhing, dass 50 Prozent des Wahlvolkes daran teilnahmen und überdies die Mehrheit der Teilnehmer mit Ja stimmte.
Der Reichstag konnte einen Volksentscheid verlangen, wenn eine von ihm beschlossene Verfassungsänderung vom Reichsrat abgelehnt wurde. Außerdem konnte auch ein Drittel der Mitglieder des Reichstags einen Volksentscheid über ein beschlossenes Gesetz initiieren. In diesem Fall war zusätzlich die Unterstützung von fünf Prozent der Stimmberechtigten nötig. Schließlich konnte der Reichspräsident einen Volksentscheid über ein vom Reichstag beschlossenes Gesetz anordnen. Über den Haushaltsplan, über Abgabengesetze und Besoldungsordnungen konnte nur der Reichspräsident einen Volksentscheid veranlassen.
Grundsätzlich war das politische System der Weimarer Republik als parlamentarische Demokratie und als Parteiendemokratie angelegt. In politischen Normallagen sollte weder der volksgewählte Reichspräsident, noch die Volksgesetzgebung, sondern der Reichstag das Organ der Gesetzgebung sowie der Kontrolle der Reichsregierung sein. Letztere war vielmehr als korrigierendes Gegengewicht zum Parteienstaat sowie zu einem „Parlamentsabsolutismus“ in Einzelfällen und somit als Ergänzung zum Repräsentativsystem gedacht. Das Hauptmotiv bei der Einführung der Volksgesetzgebung war die Funktion, Akzeptanz zu schaffen und das Volk zu politischer Kultur und Verantwortlichkeit zu erziehen. In der gegebenen desolaten Situation und der schwachen demokratischen Tradition in Deutschland war dies ein optimistisches Vorhaben. Die maßgeblichen Sprecher der demokratischen Parteien waren sich des Risikos bewusst, waren aber davon überzeugt, dass die Weimarer Verfassung im Ganzen ohne eine umfassende Demokratisierung der Bevölkerung wenig Chancen auf dauerhaften Bestand hatte.

## Praktische Anwendung direktdemokratischer Verfahren auf Reichsebene

### Erfolglose und nicht zugelassene Volksbegehren 1922 bis 1926
Die ersten Anläufe zu Volksbegehren gingen von Verbänden und verbandsähnlichen Organisationen aus. Den Anfang machte Ende 1922 der Reichsbund für Siedlung und Pachtung, der ein Begehren über eine Bodenreform beantragte. Der Gesetzentwurf sah vor, Siedlungsland für Bauernstellen durch eine entschädigungslose Enteignung und Verstaatlichung von Großgrundbesitz bereitzustellen, das gegen geringes Entgelt in Erbpacht vergeben werden sollte. Die Initiative wurde von Großgrundbesitzern, aber auch von deren Landarbeiterklientel heftig bekämpft. Daraufhin stellten die Initiatoren ihr Vorhaben ein, indem sie darauf verzichteten, die Unterschriftenlisten an die Behörden zur Auslegung zu verschicken.
Der Reichsbund stellte 1923 einen weiteren Zulassungsantrag für ein Volksbegehren. Nun sollte die von der Reichsregierung vernachlässigte Kriegsopferversorgung dadurch verbessert werden, dass dafür nötige Mittel durch eine einmalige Vermögensabgabe zugunsten einer „Notgemeinschaft für Kriegsbeschädigte“ beschafft werden sollten. Die Regierung Marx behinderte das Vorhaben dadurch, dass sie in einer Verordnung festlegte, dass die Initiatoren eines Volksbegehrens dem Reichsminister des Inneren eine Pauschale zu überweisen hatte, deren Höhe im Ermessen des Ministeriums lag. Diese sollte nur dann zurückerstattet werden, wenn die der Gesetzvorschlag durch den Reichstag oder in einem Volksentscheid angenommen worden sei. Nach Protesten von SPD, DDP und Zentrum wurde die Verordnung, die mit der Finanzlage begründet wurde und ursprünglich bis 1930 gelten sollte, bis zum 1. Oktober 1924 befristet. Der Gesetzentwurf des Reichsbundes wurde zudem vom Reichsinnenminister als Abgabengesetz beurteilt und deshalb nicht zugelassen.
Ende April 1926 reichte der überwiegend mittelständische „Sparerbund – Dr. Best“ einen Antrag auf ein Volksbegehren ein, der einen Gesetzentwurf zur Abänderung der Aufwertungsgesetze vom 16. Juni 1925 zum Inhalt hatte. Der Sparerbund, deren Mitglieder durch die Abwertung von Sparguthaben, von längerfristigen Verbindlichkeiten wie Hypotheken und Wertpapieren und von Kriegsanleihen in der Folge der Inflation von 1923 besonders betroffen waren, forderte eine höhere Umwertung in die neue Rentenmark. Da die Reichsregierung eine Entschuldung als unbedingt notwendig für den Wirtschaftsaufschwung, die Währungsstabilität und die Erfüllung der Reparationsforderungen ansah, wollte sie das Begehren um jeden Preis verhindern. Schließlich kam sie überein, den Themenausschluss der Abgabenklausel nach Artikel 73 Abs. 4 der Verfassung so eng zu gestalten, dass der Gesetzesvorschlag des Begehrens darunter falle. Sollte die dafür nötige Verfassungsänderung nicht die nötige Zweidrittelmehrheit im Reichstag erhalten, drohte die Regierung zurückzutreten. Als sich die Antragsteller des Volksbegehrens im Mai 1926 spalteten, erschien der Regierung die in der Öffentlichkeit heftig kritisierte Verfassungsänderung nicht mehr nötig und sie zog den Gesetzesentwurf zurück. Auch ohne die Verfassungsänderung lehnte Innenminister Wilhelm Külz das Volksbegehren mit Hilfe einer umstrittenen Interpretation der Reichsverfassung als Eingriff in den Haushaltsplan ab.

### Volksentscheid „Enteignung der Fürstenvermögen“ (1926)

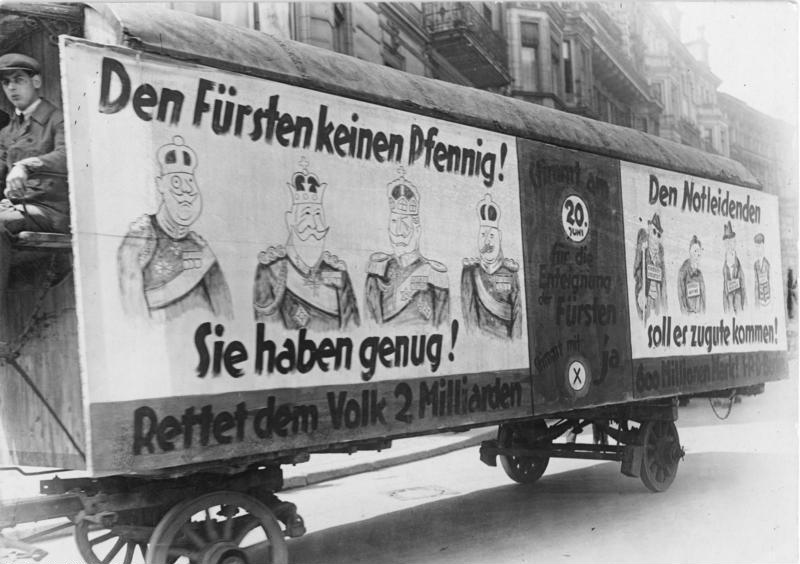
Propaganda für das Volksbegehren zur Fürstenenteignung 1926

Seit der Novemberrevolution 1918 schwelte ein Konflikt der Landesregierungen mit den politisch entmachteten deutschen Fürstenhäusern über die Frage, was mit dem Vermögen der ehemaligen Landesherren geschehen solle. In den Folgejahren führten Verhandlungen und Gerichtsverfahren zu keinen befriedigenden Ergebnissen. Zudem stießen die Bemühungen auf erheblichen Widerstand der konservativen Parteien.
Im Dezember 1925 forderte die KPD in einem offenen Brief eine Enteignung und lehnte jede Entschädigung ab. Die Partei trat in eine Zusammenarbeit mit dem „Reichsausschuß zur Durchführung des Volksentscheids für entschädigungslose Enteignung der Fürsten“ ein, der sich unter Führung der Deutschen Liga für Menschenrechte unabhängig von den großen Parteien und Gewerkschaften aus linken und liberalen Gruppierungen gebildet hatte. Damit durchkreuzten sie die noch anhaltenden Bemühungen der SPD-Fraktion im Reichstag um eine parlamentarische Lösung und kamen auch einem sozialdemokratischen Zulassungsantrag für ein Volksbegehren zuvor. Bereits im Herbst 1925 hatte die SPD-Reichstagsfraktion erstmals eine reichsgesetzliche Lösung dieser Probleme per Volksentscheid erwogen. Da zwei konkurrierende Volksbegehren keine Aussicht auf Erfolg gehabt hätten, schloss sich die SPD nach anfänglichem Zögern dem Volksbegehren an. Am 25. Januar 1926 reichten der Reichsausschuss, die KPD und die SPD gemeinsam einen Zulassungsantrag auf ein Volksbegehren beim Reichsminister des Inneren ein. Das dadurch gewonnene Vermögen sollte insbesondere Erwerbslosen, Kriegsbeschädigten und -hinterbliebenen sowie Inflationsopfern zugutekommen und zur Beschaffung von Siedlungsland für Landarbeiter und Kleinbauern verwendet werden. Am 26. Februar 1926 wurde dem Zulassungsantrag stattgegeben und das Volksbegehren für den 4. bis 17. März terminiert.
Das Volksbegehren wurde bei etwa 39,5 Millionen Stimmberechtigten von 12,5 Millionen unterstützt und war damit erfolgreich. Im Reichstag hatte der durch das Volksbegehren eingebrachte Gesetzentwurf keinen Erfolg. Der Volksentscheid wurde für den 20. Juni 1926 angesetzt. Die Debatte, die schon zuvor mit großer Erregung geführt worden war, nahm an Heftigkeit noch einmal erheblich zu. Der Forderung nach einer entschädigungslosen Enteignung der Fürsten traten u. a. die nationalkonservative DNVP, die nationalliberale DVP, die Wirtschaftspartei und die Deutschvölkische Freiheitspartei, die Kirchen sowie Reichspräsident Paul von Hindenburg entgegen. Die Gegner der Fürstenenteignung propagierten einen Abstimmungsboykott, der nicht nur auf ein Scheitern des Volksentscheids am nötigen Beteiligungsquorum von 50 Prozent abzielte, sondern auch eine Kontrolle von Landarbeitern im Dienst des Adels möglich machte. Die Klientel der Abstimmungsgegner, insbesondere der Landbund und die Kriegerverbände stellten Beobachtungsposten vor den Stimmlokalen auf und notierten die Abstimmenden, die somit als Befürworter leicht erkennbar waren. Unterstützt wurde die Enteignung dagegen von linken und liberalen Gruppierungen. Auch viele Anhänger der Zentrumspartei und der DDP befürworteten sie.
Von 39,5 Millionen Stimmberechtigten nahmen 15,5 Millionen Abstimmende teil. Die Stimmbeteiligung betrug damit 39,3 Prozent. Der Volksentscheid war damit am 50-Prozent-Quorum gescheitert. Insgesamt stimmten 14,4 Millionen Menschen für die Enteignung, 600.000 dagegen.

### Volksbegehren „Panzerkreuzerverbot“ (1928)
Im Herbst 1927 beschloss das Kabinett Marx IV den Bau mehrerer Panzerkreuzer. In den Haushaltsplan 1928 stellte sie eine erste Rate von 9,3 Millionen Reichsmark für den Bau des Panzerschiffs A ein. Die Regierung nahm damit die Forderung der Reichsmarine auf, über sechs bis zehn Jahre jährlich 40 Millionen Reichsmark für je vier Panzerkreuzer zur Verfügung zu stellen. Der Beschluss musste angesichts der langfristigen Planung des Projekts weitere Bewilligungen mit entsprechenden finanzpolitischen Folgen nach sich ziehen. Der militärpolitische Hintergrund war, dass das Deutsche Reich aufgrund des Versailler Vertrags einen Großteil seiner Flotte hatte abgeben müssen und es ihm verboten war, Kriegsschiffe über eine bestimmte Größe hinaus zu bauen. Deshalb verlangte die Reichsmarine den Bau kleiner, aber hochmoderner, schneller und schwerbewaffneter Schiffe. Widerstand gegen die Pläne kam von den linken Parteien SPD und KPD, aber auch von Teilen der DDP und anderen linksliberalen Kräften. Einerseits wurde er damit begründet, dass gleichzeitig Sozialleistungen gestrichen wurden, darunter auch fünf Millionen Reichsmark für die Schulspeisung. Andererseits war die Ablehnung grundsätzlich pazifistisch begründet.
1928 kam es zu Neuwahlen, aus denen die SPD als stärkste Kraft hervorging. Im Wahlkampf hatte sie wie die KPD mit der Forderung „Kinderspeisung statt Panzerkreuzer“ geworben. Nach der Wahl ging sie eine große Koalition mit der DDP, dem Zentrum, der BVP und der DVP ein. In den Koalitionsverhandlungen gab sie gegenüber der DVP nach, die am Beschluss zum Bau des Panzerkreuzers A festhielt. Am 10. August 1928 stimmte das Kabinett Müller II für die erste Rate für den Panzerkreuzer, während zeitgleich die deutschen Teilnehmer des 3. Kongresses der Sozialistischen Arbeiterinternationale in Brüssel eine vollständige Abrüstung propagierten. Die eigene Partei und die Öffentlichkeit wurden über die Hintergründe der Kurskorrektur nur unzureichend informiert. Es kam zu Protesten in der SPD gegen die eigenen Regierungsmitglieder, denen Wählerbetrug vorgeworfen und ein Parteiaustritt nahegelegt wurde. Selbst der Partei- und der Fraktionsvorstand distanzierten sich von der Kabinettsentscheidung. Die tatsächlichen Kosten des Schiffsbaus überstiegen die im Reichshaushalt 1928/29 bewilligten Ausgaben schnell um ein Mehrfaches.
Am 16. August 1928 beschloss die KPD, ein Volksbegehren gegen den Panzerkreuzerbau einzuleiten. Dazu trat sie einer Sammlung von 30 kleineren Gruppierungen bei, zu denen auch diesmal die Deutsche Liga für Menschenrechte gehörte, und bündelte diese in einem „Vorbereitenden Komitee zur Durchführung und Unterstützung des Volksbegehrens gegen den Panzerkreuzerbau“. Am 27. August stellte sie zusammen mit dem Rotfrontkämpferbund und dem Kommunistischen Jugendverband Deutschlands (KJVD) einen Zulassungsantrag beim Innenministerium. Anders als 1926 beteiligte sich die SPD diesmal nicht. Vielmehr sah sie in dem Volksbegehren „Gegen den Panzerkreuzerbau“ in erster Linie einen Angriff gegen sich selbst und bezeichnete es als „kommunistisches Demagogenstück“. Die SPD rief ihre Anhänger auf, das Begehren nicht zu unterstützen.
Der Text des Volksbegehrens lautete: „Der Bau von Panzerschiffen und Kreuzern jeder Art ist verboten“. Obwohl der Antrag keinen ausgearbeiteten Gesetzentwurf enthielt und in den Haushalt eingriff, ließ der sozialdemokratische Reichsinnenminister Carl Severing das Begehren am 17. September zu, um die Situation für seine Partei nicht noch gefährlicher werden zu lassen. Das Volksbegehren wurde für den Zeitraum zwischen dem 3. und. 16. Oktober 1928 angesetzt. Mit 1,2 Millionen Unterschriften, die eine Stimmbeteiligung von nur 2,94 Prozent bedeuteten, scheiterte das Volksbegehren bereits am Unterschriftenquorum von zehn Prozent deutlich und schaffte es somit nicht zum Volksentscheid. Eine der Ursachen wird in der Verbindung des offenen Listeneintragungsverfahrens mit dem sozialen Druck, jeden Unterzeichner als Kommunisten einzuordnen, gesehen.

### Volksentscheid gegen den Young-Plan (1929)

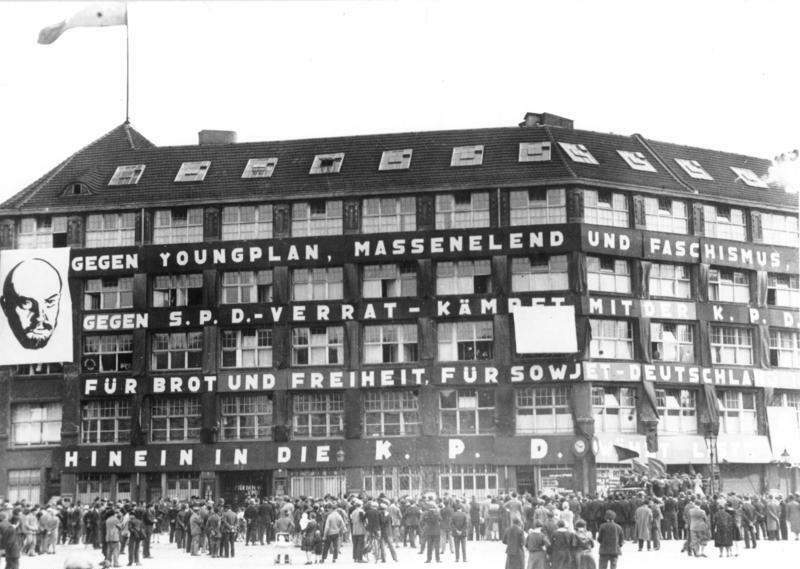
Das Karl-Liebknecht-Haus der KPD am Tag der Reichstagswahl 1930 mit Parolen gegen den Young-Plan

Erstmals 1925 und erneut 1927 plante der nationalkonservative Wehrverband Stahlhelm ein Volksbegehren gegen den Kriegsschuldartikel des Versailler Vertrags und damit gegen die sogenannte „Kriegsschuldlüge“, gab das Vorhaben aber wegen fehlender Unterstützung der rechten Parteien im Reichstag zunächst wieder auf. Die Kriegsschuldfrage erhitzte die Gemüter in der Weimarer Politik und Öffentlichkeit jedoch immer wieder. Das rechte Spektrum hatte auch andere Volksbegehren in Betracht gezogen. So erwog der Stahlhelm seit Herbst 1928 ein Verfassungsbegehren, dass die Regierung nicht mehr vom Vertrauen des Reichstags, sondern nur noch des Reichspräsidenten abhängen sollte. DNVP und DVP hegten im Herbst 1927 Pläne, ein Volksbegehren zu initiieren, um Schwarz-Weiß-Rot wieder als Reichsfarben einzuführen. Diese Überlegungen wurden wegen der zweifelhaften Erfolgsaussichten wieder fallengelassen.
1929 wurde stattdessen unter dem Einfluss Alfred Hugenbergs ein gegen den Young-Plan gerichtetes Volksbegehren auf den Weg gebracht. Der Young-Plan wurde zu dieser Zeit in Den Haag verhandelt und sollte die deutschen Reparationszahlungen neu regeln. Er wurde zum Brennpunkt der Auseinandersetzungen um nahezu alle finanzpolitischen Fragen. Damit berührte er auch alle ökonomischen und sozialen Probleme der instabilen Republik, die sowohl die politische Rechte, als auch die Linke für ihre Propaganda wirkungsvoll thematisierte. Besonders das rechte Spektrum sah hier eine Agitationsmöglichkeit, das Weimarer System und seine Träger fundamental anzugreifen und letztlich zu zerstören. Hugenberg hatte in der DNVP nach den Wahlverlusten vom Mai 1928 einen radikalen, kompromisslosen Oppositionskurs durchgesetzt, mit dem das „Weimarer System“ in antiparlamentarischer, konservativ-autoritärer Weise verändert werden sollte.
Die NSDAP hatte die bisherigen Bestrebungen von Stahlhelm, DNVP und DVP zur Initiierung von Volksbegehren nicht unterstützt, da sie grundsätzlich gegen Volksentscheide eingestellt war. Nachdem Adolf Hitler durchgesetzt hatte, ein Volksbegehren allein auf die Reparationszahlungen zu beschränken, schloss sich die NSDAP jedoch dem „Reichsausschuß für das deutsche Volksbegehren“ an.
Am 28. September 1929 beantragten Alfred Hugenberg und Franz Seldte die Zulassung eines Volksbegehrens für ein „Gesetz gegen die Versklavung des Deutschen Volkes (Freiheitsgesetz)“, in dem von der Reichsregierung der Widerruf des Art. 231 des Versailler Vertrags, also des Eingeständnisses der Kriegsschuld, die unverzügliche Wiederherstellung der deutschen Staatsgewalt in allen besetzten Gebieten sowie die Ablehnung aller weiteren Reparationsforderungen verlangt wurde. Bereits zwei Tage später wurde das Volksbegehren zugelassen und auf den 16. bis 29. Oktober festgesetzt. Es setzte eine massive Kampagne ein, die vor allem in den Zeitungen des Hugenberg-Konzerns und durch die NSDAP ausgetragen wurde. Unterstützt wurde sie durch die DNVP, den Stahlhelm und den Reichslandbund. Dem stellten sich vor allem die Regierungen des Reichskanzlers Hermann Müller und des preußischen Ministerpräsidenten Otto Braun (beide SPD), aber auch die in die Regierung eingebundene DVP entgegen. Den Beamten wurde durch ministerielle Erlasse ein Engagement für und eine Teilnahme am Volksbegehren unter Androhung von Disziplinarmaßnahmen untersagt. In den Kampagnen auf beiden Seiten wurden erhebliche Mittel eingesetzt, die neben Zeitungen, Zeitschriften, Flugblättern und Broschüren auch für Werbefilme und Rundfunkwerbung eingesetzt wurden.
4.135.300 und damit 10,02 Prozent der Stimmberechtigten unterzeichneten das Begehren, das somit knapp erfolgreich war. Der Reichstag lehnte das Begehren gegen die Stimmen von DNVP, NSDAP und der Christlich-Nationalen Bauern- und Landvolkpartei (LVP) ab. Als der Hauptredner der NSDAP in der Reichstagssitzung erklärte, der Volksentscheid solle dazu dienen, „die Beseitigung des Systems auf legalem Wege anzubahnen“, verweigerten jedoch 17 Abgeordnete der DNVP und einer der LVP dem Entwurf die Zustimmung. Das bedeutete eine Schwächung des Bündnisses und leitete den Zerfall der DNVP ein.
Der Volksentscheid wurde auf den 22. Dezember 1929 festgelegt. Die SPD rief zum Abstimmungsboykott auf. Bei über 42 Millionen Stimmberechtigten gab es 5.838.868 Ja-Stimmen und 338.195 Nein-Stimmen. Das bedeutete eine Abstimmungsbeteiligung von 14,9 Prozent, das Zustimmungsquorum lag bei 13,8 Prozent. Damit war auch dieser Volksentscheid an mangelnder Beteiligung gescheitert.
Am 12. März 1930 nahm der Reichstag das Haager Abkommen über den Young-Plan an. Der Ausgang wurde allgemein, auch innerhalb der NSDAP als schwere Niederlage der „Nationalen Rechten“ gesehen. Die DNVP bezahlte das Volksbegehren mit dem Preis ihrer Einheit und Geschlossenheit, für sie bedeutete es den Anfang ihres Endes. Unter demokratischen Beobachtern wie unter Staatsrechtlern herrschte ein Konsens, dass der Einsatz die Volksgesetzgebung mit dem Ziel, die politische Ordnung der Weimarer Republik zu untergraben und zu verändern, als Missbrauch dieser Institution anzusehen sei. Gleichzeitig waren die zeitgenössischen Beobachter allgemein der Meinung, dass dieses Kalkül fehlgeschlagen sei.

### Nicht angewandte andere Möglichkeiten von Volksentscheiden
Die neben der Volksgesetzgebung in den Artikeln 73 bis 76 der Reichsverfassung geregelten sonstigen Möglichkeiten einen Volksentscheid „von oben“ zu initiieren, kamen nicht zur Anwendung. Die Reichspräsidenten vermieden es, sich den damit verbundenen politischen Risiken auszusetzen, zumal ihnen gemäß Artikel 48 der Reichsverfassung mit der Notverordnung ein sehr wirkungsvolles Instrumentarium für Ausnahmefälle zur Verfügung stand. Anläufe von Reichstagsminderheiten scheiterten wiederum an Dringlichkeitserklärungen der jeweiligen Mehrheit.

## Direkte Demokratie in den Ländern

### Einführung direktdemokratischer Elemente in die Länderverfassungen
Bereits vor den Weimarer Verfassungsberatungen wurden direktdemokratische Verfahren in die Länderverfassungen von Baden, Württemberg und Bayern aufgenommen. Sowohl in Baden als auch in Württemberg arbeiteten in den ersten Koalitionsregierungen Sozialdemokraten und Liberale zusammen. Während die SPD eine Volksgesetzgebung ohne große Hürden anstrebte, wollten die Liberalen die direktdemokratischen Elemente durch höhere Quoren und Themenausschlüsse bei Haushaltsgesetzen einschränken. In beiden Länderverfassungen kam es zu Kompromissen zwischen diesen Vorstellungen. Meinungsführer waren in Baden der liberale Publizist und Hochschullehrer Julius Curtius, in Württemberg die Sozialdemokratischen Politiker Wilhelm Keil und Wilhelm Blos sowie die DDP-Abgeordneten Wilhelm von Blume und Conrad Haußmann. Keil, Haußmann und von Blume beriefen sich auf das Vorbild der direkten Demokratie in der Schweiz. Daneben spielte in der Diskussion eine Rolle, auf Forderungen der USPD nach einer Räterepublik zu reagieren und ein Gegengewicht zu einem Parteienstaat zu schaffen. Curtius, Keil und Haußmann beeinflussten stark die folgende Debatte zur Volksgesetzgebung in der Weimarer Nationalversammlung. Die Annahme der badischen Landesverfassung am 13. April 1919 war der erste Volksentscheid auf deutschem Boden.
In Bayern regierte 1919 eine sozialistische Regierung unter Kurt Eisner. Hier ging es nach der Niederschlagung der Münchner Räterepublik vor allem darum, Forderungen nach einer Einführung des Rätesystems den Wind aus den Segeln zu nehmen. Auch hier wurden hohe Quoren und Bereichsausschlüsse eingeführt. Die bayerische Debatte hat die Verfassungsberatungen der Nationalversammlung nur wenig beeinflusst.

### Versuchte Parlamentsauflösungen in den Ländern
Von den zwölf direktdemokratische Abstimmungen, die bis zum Ende der Weimarer Republik auf Länderebene abgehalten wurden, war der Großteil auf die vorzeitige Auflösung eines Parlamentes oder den Rücktritt einer Regierung gerichtet. Während die Weimarer Nationalversammlung eine volksbegehrte Reichstagsauflösung abgelehnt hatte, war die Möglichkeit der Abberufung der Landtage in den meisten Länderverfassungen verankert.
In den Anfangsjahren der Weimarer Republik bis 1926 gingen entsprechende Initiativen in Hessen, Schwarzburg-Sondershausen, Sachsen und Braunschweig von den bürgerlichen Kräften der DNVP und der DVP aus, die durch Neuwahlen die Kräfteverhältnisse zu ihren Gunsten verschieben wollten. Bei späteren Versuchen 1929 in Lippe, 1931 in Baden, Preußen, Anhalt, Braunschweig und Thüringen sowie 1931/32 in Oldenburg und Sachsen ging es der NSDAP und der KPD sowie in geringerem Maße der DNVP dagegen darum, die Verfassungsordnung zu untergraben und zu beseitigen oder sie zumindest zu verändern. Alle Auflösungsversuche bis auf denjenigen in Oldenburg scheiterten.
Der bekannteste Fall war der Volksentscheid zur Auflösung des preußischen Landtages vom Sommer 1931. Im größten und wichtigsten Land des Reiches wurde mit dem Versuch der Parlamentsauflösung zugleich ein Ringen um die Vorherrschaft im Reich ausgetragen. Preußen, wo 1919 bis 1921 und 1925– bis 1932 die „Weimarer Koalition“ aus SPD, Zentrum und DDP regierte, galt als Bollwerk der Demokratie. Seit der Wahl von 1928 verfügte die Regierung Braun jedoch nur noch über eine knappe Mehrheit im Parlament. Die Reichstagswahl 1930 hatte deutlich gemacht, dass sich erhebliche Wählermassen von der Weimarer Koalition ab- und den Parteien der rechten Opposition zugewandt hatten. In dieser Situation übernahmen seit Januar 1931 der Stahlhelm sowie die DNVP Vorbereitungen zu einem Auflösungsbegehren. Die DVP trat der Initiative bei, ebenso wie die NSDAP, die zunächst noch gezögert hatte, weil sie darauf bedacht war, die Eigenständigkeit ihrer Politik zu wahren. Auch die KPD unterstützte das Begehren. Zunächst hatte sie die Initiative scharf bekämpft, änderte ihre Haltung aber auf Anweisung des Moskauer Exekutivkomitees der Kommunistischen Internationale. Diese erstrebte eine Niederlage der als „sozialfaschistische“ Handlangerin des westlichen Kapitals betrachteten SPD und rechnete damit, dass ein zeitweiser Aufstieg rechtsradikaler Kräfte dem Kommunismus in Deutschland langfristig nützen würde. Ein Teil der KPD-Anhänger folgten diesem Kurs jedoch nicht. Das Volksbegehren wurde von über 22 Prozent der Stimmberechtigten unterstützt. Beim folgenden Volksentscheid stimmten 9,8 Millionen Stimmberechtigte, das entsprach einem Zustimmungsquorum von 37,1 Prozent, für eine Landtagsauflösung. Die Beteiligung lag bei 39,2 Prozent, womit die geforderte Teilnahme von 50 Prozent der Stimmberechtigten deutlich verfehlt wurde.
In Oldenburg gelang es der NSDAP zum ersten und einzigen Mal Neuwahlen zu erzwingen, nach der sie erstmals die absolute Mehrheit in einem Landtag stellte. Allerdings setzte dies den Aufstieg der Partei nur fort, bereits bei der Wahl vom 17. Mai 1931 war sie stärkste Partei im Oldenburgischen Landtag geworden.

### Andere sachunmittelbare Abstimmungen auf Länderebene
Weitere Abstimmungen bezogen sich auf Fragen der territorialen Zugehörigkeit kleinerer Gebietskörperschaften (Freistaat Coburg, Schaumburg-Lippe).

## Direkte Demokratie auf kommunaler Ebene
Bayern war das erste von acht Ländern, das direktdemokratische Verfahren auf kommunaler Ebene einführte. Das Beteiligungsquorum wurde mit 50 Prozent sehr hoch angesetzt.

## Nachwirkung

### Parlamentarischer Rat 1949
Die aus der Londoner Sechsmächtekonferenz hervorgegangenen, am 1. Juli 1948 verabschiedeten Frankfurter Dokumente sahen vor, eine Verfassung durch Referenden in den Ländern zu ratifizieren. Um ihren provisorischen Charakter zu unterstreichen und die Deutsche Teilung nicht zu zementieren, beschlossen die Ministerpräsidenten der Länder in den drei Westzonen jedoch auf der Rittersturz-Konferenz vom 8. bis 10. Juli 1948, auf den Begriff „Verfassung“ zu verzichten und das „Grundgesetz“ nur durch die Landesparlamente ratifizieren zu lassen. Der vom 10. bis 23. August 1948 tagende Verfassungskonvent auf Herrenchiemsee verständigte sich auf die Vorgabe, dass es in der auszuarbeitenden Verfassung kein Volksbegehren, wohl aber ein obligatorisches Referendum bei Änderungen des Grundgesetzes geben solle. Der Parlamentarische Rat beschloss jedoch nach kontroverser Debatte, keine plebiszitären Elemente in das Grundgesetz aufzunehmen.
Diese Entscheidung wurde im Nachhinein als Ergebnis der konkreten Erfahrungen aus der Weimarer Republik interpretiert. Neuere Forschungen betonen dagegen, dass sie im Wesentlichen zeitbedingt war. Die wichtigsten Gründe für die ablehnende Haltung waren die Furcht vor einem Missbrauch von Volksabstimmungen durch die SED bzw. die KPD im aufkommenden Kalten Krieg, der provisorische Charakter, den das Grundgesetz haben sollte, und die Schwierigkeiten, die Volksabstimmungen angesichts der zerstörten Infrastruktur in der Nachkriegszeit mit sich gebracht hätten. Tatsächlich lehnte im Parlamentarischen Rat keine Partei die Aufnahme direktdemokratischer Verfahren generell ab. Das Schwanken zwischen prinzipieller Bejahung und situativer Ablehnung der direkten Demokratie ist mit dem Begriff „Quarantäne“ beschrieben worden. Für eine Übergangszeit nach der Diktatur der Nationalsozialisten und dem Zweiten Weltkrieg sowie im beginnenden Kalten Krieg habe demnach der Parlamentarische Rat die junge Demokratie vor sich selbst schützen wollen.

### Spätere Rezeption
Die These von der Erosion der Demokratie in der Weimarer Republik durch die Volksbegehren wurde nach 1945 zu einem Gemeinplatz mit erheblicher wirkungsgeschichtlicher Relevanz. Die Nachkriegsära sei geradezu von einer „Plebisphobie“ geprägt gewesen. Der einflussreiche Politikwissenschaftler Ernst Fraenkel formulierte 1964: „In ihrer Geburtsstunde hatte sich die Weimarer Republik zu einem plebiszitären Typ der Demokratie bekannt; in ihrer Todesstunde erhielt sie die Quittung“.
Die neuere zeithistorische Forschung hat diese These weitgehend als widerlegt zurückgewiesen. Problematisch sei die konkrete Ausgestaltung der direktdemokratischen Verfahren gewesen. Insbesondere das hohe Beteiligungsquorum habe es für die Gegner eines Volksentscheids leicht gemacht, diesen durch Boykott des demokratischen Prozesses zu Fall zu bringen, anstatt um eine Mehrheit bei der Abstimmung zu ringen. Die ohnehin schon schwache Verankerung der Demokratie in der Gesellschaft sei somit noch bestärkt worden. Die repräsentative Demokratie hätte, vor allem bei den Reichstagswahlen, den Extremisten insgesamt größere Agitations- und Mobilisierungsmöglichkeiten als die wenigen Volksbegehren geboten, von denen keines auf Reichsebene erfolgreich war. Die bemerkenswert wenigen Volksbegehren und Volksentscheide blieben in der Praxis Nebenschauplätze der politischen Auseinandersetzung.
Besonders der Volksentscheid gegen den Young-Plan dient immer wieder als warnendes Beispiel gegen eine Volksgesetzgebung, als Menetekel, wie diese Verfassungsinstitution zur Destruktion eines politischen Systems missbraucht werden kann.